# 이시자키촌 (이바라키현)
이시자키촌(石崎村)은 이바라키현 히가시이바라키군에 일찍이 존재했던 촌이다.

## 지리
- 현재의 이바라키정 동부에 해당한다.

## 역사
- 1889년 4월 1일 - 정촌제 시행에 의해 히가시이바라키군 이시자키촌이 성립하였다.
- 1958년 3월 5일 - 이바라키정에 편입해, 동일 이시자키촌은 폐지되었다.

## 인구
| 1891년 | 2,663 |
| 1920년 | 3,617 |
| 1935년 | 3,901 |
| 1950년 | 5,535 |

## 참고문헌
- 角川日本地名大辞典編纂委員会『角川日本地名大辞典 8 茨城県』、角川書店、1983年 ISBN 4-04-001080-9